# Aurus Komendant
Aurus Komendant (рус. А́урус Коменда́нт) — полноразмерный кроссовер представительского класса, представленный в 2022 году. Создан в рамках проекта семейства российских автомобилей представительского и высшего класса Aurus.

## История
Название модели выбрано по названию Комендантской башни Московского Кремля.
18 августа 2020 года опубликован патент № 121133 с изображением дизайна автомобиля. Главный дизайнер — Юрий Черненко. Презентация автомобиля прошла 30 сентября 2022 года на ВДНХ в музее Гаража особого назначения.
Старт производства изначально планировался на конец 2020 года — начало 2021 года, позже эти планы перенесли на 2022 год, а затем на начало 2023 года. Стартовая цена в сентябре 2022 года была объявлена на уровне 33,7 млн рублей в максимальной комплектации.
В январе 2022 года Росстандарт одобрил тип транспортного средства на первую партию из 150 автомобилей.

## Характеристики
Габариты автомобиля — 5380 × 2004 × 1820 мм, колёсная база — 3100 мм. Вес — 3.2 тонны.
Стандартный клиренс — 230 мм. Имеется адаптивная подвеска, позволяющая менять клиренс в диапазоне от 200 до 260 мм, в том числе на ходу.
На автомобиль планируется устанавливать гибридную силовую установку, состоящую из восьмицилиндрового бензинового двигателя объёмом 4,4 литра с турбиной (мощность 598 л. с., крутящий момент 880 Нм), компактного электромотора и автоматической коробки передач с 9 ступенями. При этом батарея гибридной силовой установки размещена над задней осью с целью оптимизации развесовки. Силовая установка обеспечивает разгон до 100 км/ч за 6,5 секунды.